# 米里茨湖畔瓦伦
米里茨湖畔瓦伦（德語：Waren (Müritz)），通称瓦伦（德語：Waren，發音：[ˈvaːʁən] ⓘ），是德国梅克伦堡-前波美拉尼亚州梅克伦堡湖区县的城市，曾是米里茨县的县治，面积159.46平方千米，2023年12月31日人口为21,217人。